# Plodio
Plodio är en ort och kommun i provinsen Savona i regionen Ligurien i Italien. Kommunen hade 631 invånare (2018).